# Tomás Álvarez de Acevedo
Tomás Antonio Álvarez de Acevedo y Robles (Lois, León, España, 1735-Madrid, 1802) fue un militar español, gobernador del Reino de Chile entre 1780 y 1787-1788. Fue miembro de la Orden de Carlos III.

## Biografía
Se desempeñó sucesivamente como fiscal de la Real Audiencia de Charcas (1766), fiscal del crimen de la Real Audiencia de Lima y regente de la Real Audiencia de Chile (1777). En tal condición, ejerció dos veces el cargo de gobernador de Chile: primero en 1780, y luego entre 1787 y 1788. Hombre eficaz y emprendedor (considerando el poco tiempo que duró en el puesto), en su primer mandato dictó una ordenaza municipal y enumeró por vez primera las casas con que contaba Santiago. En su segundo período se inició la construcción del Palacio de La Moneda, para la cual contrató los servicios del arquitecto italiano Joaquín Toesca, y se estableció el Tribunal de Minería, al mismo tiempo que se inició el trabajo en las minas de Punitaqui y Andacollo. 
Desde Córdoba un 5 de abril de 1790, el gobernador Marqués de Sobremonte le escribe una carta a José Francisco Amigorena, Comandante de Armas de la provincia de Mendoza, en la que declara que está bien lo que me dice Vuestra Majestad, haber practicado en la llegada a esa ciudad del Señor don Tomás Álvarez de Acevedo, y de la escolta y obsequio con que le cumplimentó; lo que desde luego es debido al carácter de un sujeto de su calidad y desempeño del encargo a que a Vuestra Majestad ha hecho sobre el particular. (1)
Finalmente pasó a España, donde fue nombrado consejero de Indias (1792).